# 余欽 (隆慶進士)
余欽（1540年—？），字敬甫，號肅菴，河南睢陽衛官籍江西浮梁縣人，明朝政治人物。

## 生平
嘉靖四十年（1561年）辛酉科河南鄉試第六十三名舉人。隆慶二年（1568年）中式戊辰科會試第二百四十五名，三甲第二百二十七名進士。授四川成都府仁壽縣知縣。

## 家族
曾祖余琦；祖父余亮；父余敖，母胡氏。具庆下。兄余镗。弟余址、余堦、余镇、余铨。